# AWS (группа)
AWS — венгерская рок-группа из Будакеси. Представляла Венгрию на конкурсе Евровидение 2018 с песней «Viszlát nyár» (рус. Прощай, лето!).

## История
Группа была сформирована в 2006 году в городе Будакеси, Венгрия. В её состав вошли Бенсе Брукер, Даниэль Кокеньеш, Эрш Шиклоши, Арон Вереш и Марсель Варга (сейчас его место занимает Шома Шислер).
За время своей карьеры группа выпустила пять студийных альбомов и альбом EP с английским переводом наиболее успешных песен из альбома (Fekete Részem), также были выпущены 4 сингла, 2 EP и было снято 13 клипов.
Первый альбом «Fata Morgana» был выпущен в 2011 году.
В декабре 2017 года AWS выиграли венгерский отбор на Евровидение (A Dal) и стали представителем своей страны на этом конкурсе. Участие группы в конкурсе активно поддерживалось командой крупнейшего хэви-метал фестиваля Wacken Open Air.
Летом 2018 года AWS выступали на фестивале Wacken в Германии.
6 февраля 2021 года группа объявила, что после продолжительной борьбы с лейкемией вокалист Эрш Шиклоши умер.
16 января 2023 года группа представила своего нового вокалиста Томи Штефана.

## Дискография

### Студийные альбомы
- Fata Morgana (2011)
- Égésföld (2014)
- Kint A Vízből (2016)
- Fekete Részem (2018)
- Madách (2018)

### EP
- My beautiful black part (2019) [альбом]